# Salsipuedes
Salsipuedes ["Sors si tu peux" en espagnol] est une île mexicaine située dans le golfe de Californie au large des côtes de la Basse-Californie au sein de l'archipel de San Lorenzo.

## Géographie
L'île est située au centre du golfe de Californie et constitue la troisième île de l'archipel de San Lorenzo, l'île principale, avec les îles Las Animas, Rasa, et Partida du sud au nord. Elle est séparée du continent par le canal de Ballenas large d'environ 7 à 10 km. L'île fait environ 2,5 km de longueur et 1,5 km de largeur maximales pour 1,029 km2 de superficie totale.
L'île Salsipuedes est inhabitée et abrite un parc naturel national.

## Histoire
En 2007, l'île a été classée avec 244 autres au Patrimoine mondial de l'humanité par l'UNESCO comme Îles et aires protégées du Golfe de Californie.